# Aire urbaine de Louviers
L'aire urbaine de Louviers est une aire urbaine française centrée sur l'unité urbaine de Louviers. Composée de 20 communes, elle comptait 48 057 habitants en 2013.

## Composition

### Évolution de la composition
- 1999 : 15 communes, dont 7 forment le pôle urbain
- 2010 : 20 communes, dont 11 forment le pôle urbain 
  - Acquigny, Amfreville-sur-Iton et Saint-Pierre-du-Vauvray entrent directement dans le pôle urbain
  - Andé, Herqueville et Poses entrent dans la couronne
  - Saint-Étienne-du-Vauvray passe de la couronne au pôle urbain
  - Surtauville devient une commune multipolarisée

## Caractéristiques
D'après la définition qu'en donne l'INSEE, l'aire urbaine de Louviers est composée de 15 communes, situées dans l'Eure. Ses 42 338 habitants font d'elle la 154e aire urbaine de France.
7 communes de l'aire urbaine sont des pôles urbains.
Le tableau suivant détaille la répartition de l'aire urbaine sur le département (les pourcentages s'entendent en proportion du département) :
| Département | Communes | Communes (%) | Superficie (km²) | Superficie (%) | Population (1999) | Population (%) |
| ----------- | -------- | ------------ | ---------------- | -------------- | ----------------- | -------------- |
| Eure        | 15       | 2,2          | 147,64           | 2,4            | 42 338            | 7,8            |